# EGO (videójáték-motor)
Az EGO Engine a Codemasters által fejlesztett 3D-s videójáték motor, ami az Amazon Luna, az Android, a macOS, a Microsoft Windows, a Nintendo Switch, a PlayStation 3, a PlayStation 4, a PlayStation 5, a PlayStation Portable, a Stadia, a Wii, a Wii U, az Xbox 360, az Xbox One és az Xbox Series X/S platformokat támogatja vagy támogatta.
Az Ego egy módosított változata a Neon videójáték-motornak, ami a Colin McRae: Dirt alapját adta meg. Ezt a Codemasters és a Sony Computer Entertainment fejlesztette, a Sony Computer Entertainment PhyreEngine multi-platform grafikai motorjának felhasználásával. Az Ego motort azért fejlesztették ki, hogy még részletesebb sérülési és fizikai modellt, valamint nagyméretű környezetet tudjanak létrehozni.
A motort ugyan kifejezetten versenyjátékokhoz fejlesztették, azonban kezdetben több first-person shooter is alkalmazta. 2008 és 2020 között a Dirt, a Grid és az F1 sorozatok összes tagja az Ego valamelyik verzióján futott. Mivel a Grid sorsa a gyenge eladások miatt nem tisztázott, illetve a Dirt utódjának számított WRC Unreal Engine-re váltott, ezért a motort kizárólag az F1-játékok használják, így azt kifejezetten annak az igényeihez igazítják.

## Az EGO motort használó játékok
Neon
- Colin McRae: Dirt (2007)

EGO v1.0
- Race Driver: Grid (2008)
- Colin McRae: Dirt 2 (2009)
- F1 2009 (2009)
- Operation Flashpoint: Dragon Rising (2009)
- Bodycount (2011)

EGO v1.5
- F1 2010 (2010)

EGO v2.0
- Operation Flashpoint: Red River (2011)
- Dirt 3 (2011)
- F1 2011 (2011)
- Dirt: Showdown (2012)
- F1 2012 (2012)
- F1 Race Stars (2012)

EGO v2.5
- Dirt Rally (2015)[4]

EGO v3.0
- Grid 2 (2013)
- F1 2013 (2013)
- Grid Autosport (2014)
- F1 2014 (2014)
- Grid (2019)

EGO v4.0
- F1 2015 (2015)
- F1 2016 (2016)
- F1 2017 (2017)
- F1 2018 (2018)
- Dirt 4 (2017)
- F1 2019 (2019)
- Dirt Rally 2.0 (2019)
- F1 2020 (2020)
- F1 2021 (2021)
- F1 22 (2022)
- Grid Legends (2022)
- F1 23 (2023)
- F1 24 (2024)

## Fordítás
- Ez a szócikk részben vagy egészben  az   EGO (game engine) című angol Wikipédia-szócikk fordításán alapul.  Az eredeti cikk szerkesztőit annak laptörténete sorolja fel. Ez a jelzés csupán a megfogalmazás eredetét és a szerzői jogokat jelzi, nem szolgál a cikkben szereplő információk forrásmegjelöléseként.